# Alexandros Mavridis
Alexandros Mavridis (griechisch Αλέξανδρος Μαυρίδης, * 15. Juni 1983 in Thessaloniki) ist ein griechischer Bahn- und Straßenradrennfahrer.
Alexandros Mavridis wurde 2001 griechischer Bahnradmeister in der Mannschaftsverfolgung der Juniorenklasse. In der Saison 2006 gewann er bei der nationalen Straßenradmeisterschaft in Larisa das Teamzeitfahren. Außerdem war er bei dem ersten Teilstück der Rundfahrt Alexandria erfolgreich und belegte Platz drei in der Gesamtwertung. 2008 gewann er die zweite Etappe bei der Tour of Central Macedonia. 2009 fuhr Mavridis für das griechische Continental Team SP Tableware-Gatsoulis Bikes.

## Erfolge – Bahn
2001
- Griechischer Meister – Mannschaftsverfolgung (Junioren) mit Vasilis Kourbetis und Georgios Tentsos

## Erfolge – Straße
2006
- Griechischer Meister – Teamzeitfahren mit Pavlos Chalkiopoulos, Dimitris Dimitrakopoulos und Georgios Ninos

2009
- Griechischer Meister – Teamzeitfahren mit Pavlos Chalkiopoulos, Iosif Dalezios und Anestis Kourmpetis

## Teams
- 2009 SP. Tableware-Gatsoulis Bikes